# Seznam souborových systémů

## Diskové souborové systémy
- ADFS – Souborový systém Acorn, následovník DFS
- AdvFS – Svobodný souborový systém používaný společností DEC v operačním systému Digital UNIX/Tru64 UNIX
- AthFS – 64bitový žurnálový souborový systém používaný dříve systémem AtheOS, dnes ho používá Syllable
- BFS – Be File System používaný BeOS
- Btrfs – Copy-on-write souborový systém vyvíjený společností Oracle pro Linux
- EFS – Encrypted filesystem, rozšíření NTFS
- EFS (IRIX) – starší systém správy bloků pod IRIXem.
- ExFAT – Extended File Allocation Table – pro flash disky
- Ext – Extended filesystem, navržený pro systémy Linux
- Ext2 – Second extended filesystem, navržený pro systémy Linux
- Ext3 – Název pro formu ext2 s žurnálovaním
- Ext4 – Evoluční nástupce Ext3
- FAT – Používaný v DOSu a Microsoft Windows, 12, 16 a 32bitové hloubky tabulek
  - VFAT – verze FATu od Microsoftu pro Windows s podporou dlouhých názvů (256 znaků)
  - FATX – upravená verze FATu používaná na konzolích Xbox
- FFS (Amiga) – Fast File System, používaný na systémech Amiga. Časem se vyvíjel a nyní zahrnuje FFS1, FFS Intl, FFS DCache, FFS2.
- FFS – Fast File System, používaný na systémech * BSD
- Files–11 – souborový systém OpenVMS
- HFS – Hierarchical File System, používaný na starších verzích Mac OS
- HFS Plus – Aktualizovaná verze HFS používaná v novějších Mac OS
- HFSX – Aktualizovaná verze HFS Plus odstraňující některá omezení z důvodů zpětné kompatibility.
- HPFS – High Performance Filesystem, používaný v OS/2
- ISO 9660 – Používaný na CD-ROM a DVD-ROM discích (Rock Ridge a Joliet jsou jeho rozšířeními)
- JFS – IBM journaling Filesystem, poskytovaný v Linuxu, OS/2 a AIX
- kfs
- LFS – Log–structured filesystem
- MFS – Macintosh File System, používaný v raných Mac OS
- Minix file system – používaný v systémech Minix
- NTFS – použíaný v systémech založených na Windows NT
- NSS – Netware Storage Services. Toto je nový 64bitový žurnálovací systém. Použitý v Netware verze 5.0 a vyšší
- OFS – Old File System, Amiga. Vhodný pro diskety, ale prakticky nepoužitelný pro pevné disky.
- PFS – a PFS2, PFS3 atd.. Technicky zajímavý souborový systém distupný pro platformu Amiga, má dobrý výkon v různých podmínkách. Velmi jednoduchý a elegantní.
- ReiserFS – žurnálovací souborový systém
- Reiser4 – žurnálovací souborový systém, novější verze ReiserFS
- SFS – Smart File System, žurnálovací souborový systém dostupný pro platformy Amiga.
- Sprite – originální log-structured filesystem.
- UDF – na paketech založený souborový systém pro média WORM / RW jako CD-RW a DVD.
- UFS – Unix Filesystem, používaný na starších systémech BSD
- UFS2 – Unix Filesystem, používaný v novějších systémech BSD
- UMSDOS – FAT filesystem rozšířený o ukládání přístupových práv a metainformací, používá se pro Linux.
- VxFS – Veritas file system, první komerční žurnálovací souborový systém; HP-UX, Solaris, Linux, AIX
- VSAM
- XFS – používaný na systémech SGI IRIX a Linux
- ZFS – používaný na Solaris 10

## Síťové souborové systémy
- 9P – Plan 9 od Bell Labs a Inferno – distribuovaný souborový systém
- AFS (Andrew File System)
- AppleShare
- Arla (souborový systém)
- Coda
- Freenet
- Global File System
- Google File System
- IBRIX Fusion
- Intermezzo
- Lustry
- NFS
- Microsoft Distributed File System
- OpenAFS
- Server message block (SMB) (také znám jako Common Internet File System (CIFS) nebo Samba file system)

## Souborové systémy pro speciální účely
- Acme (Plan 9) (text windows)
- archfs (archivace)
- CDFS (čtení a zápis CD)
- CFS (cacheování)
- Davfs2 (WebDAV)
- devfs
- ftpfs (ftp přístup)
- fuse (filesystem v uživatelském prostoru (userspace), jako lufs, ale lépe udržovaný)
- lnfs (dlouhé názvy)
- LUFS (náhrada ftpfs, ftp ssh ... access)
- nntpfs (netnews)
- Plumber (Plan 9) – komunikace mezi procesy – roury (pipes)
- procfs
- romfs
- tmpfs
- wikifs (Plan 9) (wiki wiki)
- ParFiSys (Experimental parallel file system pro masivní paralelní zpracování)